# Mauritiusi vörös guvat
A mauritiusi vörös guvat vagy mauritiusi guvat (Aphanapteryx bonasia) a madarak osztályának darualakúak (Gruiformes) rendjébe, a guvatfélék (Rallidae) családjába tartozó, mára kihalt faj.

## Előfordulása
A faj kizárólag Mauritius szigetén fordult elő.

## Megjelenése
A faj csupán csontmaradványai és néhány 17. századi rajz és festmény alapján ismert. Mindezek alapján nagyjából 50 centiméter magas volt. A korai utazók leírása szerint tollazata vöröses vagy vörösesbarna lehetett, textúrája szőrre emlékeztetett. Farktollazata nagyon rövid volt, és az élő madáron nem is lehetett látni, ahogyan elcsökevényesedett, rövid szárnyait sem. Szigetlakó életmódjának köszönhetően, mivel élőhelyén nem éltek emlős ragadozók, a faj felhagyott a repüléssel.
Csőre egyedenként változó volt, egyes egyedeké majdnem egyenes, míg másoké erősen görbült.

## Kihalása
A faj eltűnése a 15. században kezdődött, amikor az emberek megtelepedtek Mauritiuson. Korabeli leírások alapján lehet tudni, hogy a faj nagyon támadóan viselkedett a vörös színű tárgyakkal szemben. Feltehetőleg területének védelme indította erre; a vörös színű tárgyakat valószínűleg rivális fajtársaknak nézte. Emiatt azonban nagyon könnyű volt a vadászata, hiszen elég volt egy vörös rongyot lengetni, és ha volt a közelben guvat, azonnal ott termett. Mivel húsát kifejezetten jóízűnek tartották, vadászata nagy mértékben folyt. Emellett az otthonául szolgáló mocsarak és nedves rétek lecsapolása is folyamatosan zajlott, hogy új termőterületeket nyerjenek. Mindezek fényében nem csoda, hogy a faj 1700 körül végleg kihalt. Mikor François Leguat francia természettudós 1693-ban a szigetre érkezett (egy évvel a guvat közeli rokon faja, a rodriguez-szigeti Leguat-guvat felfedezése után), már mint nagyon ritka madárfajról számolt be róla.

## Rendszertani helyzete
A faj rendszertani helye sokáig tudományos viták tárgya volt. Mivel a 17. század végére végérvényesen kihalt, élő egyedek hiányában nehéz volt a fajt a megfelelő rendszertani helyére tenni. Sok problémát okozott, hogy összetévesztették a fajt a szintén kihalt dodóval (Raphus cucullatus), illetve, hogy sokáig annak közeli rokonának vélték.
Emiatt a fajnak sok szinonim tudományos neve van.
- Apterornis bonasia Selys, 1848
- Didus broeckii Schlegel, 1848 (after the van den Broecke útleírása alapján)
- Didus herberti Schlegel, 1854 (after the Herbert útleírása alapján)
- Aphanapteryx imperialis Frauenfeld, 1868 (Hoefnagel festménye alapján)
- Pezophaps broeckii Schlegel, 1873
- Didus herbertii Salvadori, 1893
- Kuina mundyi Hachisuka, 1937 (after the Mundy útleírása alapján)

## Fordítás
Ez a szócikk részben vagy egészben  a   Red Rail című angol Wikipédia-szócikk ezen változatának fordításán alapul.  Az eredeti cikk szerkesztőit annak laptörténete sorolja fel. Ez a jelzés csupán a megfogalmazás eredetét és a szerzői jogokat jelzi, nem szolgál a cikkben szereplő információk forrásmegjelöléseként.